# 义都镇
义都镇，是中华人民共和国广东省河源市龙川县下辖的一个乡镇级行政单位。

## 行政区划
义都镇下辖以下地区：
义都社区、红旗村、长兴村、红星村、新潭村、中心村、新联村、桂林村、星光村和新岭村。